# Mont-roig del Camp
Mont-roig del Camp ist eine katalanische Stadt in der Provinz Tarragona im Nordosten Spaniens. Sie liegt in der Comarca Baix Camp.

## Sehenswürdigkeiten
- In Mont-roig del Camp gibt es zwei Kirchen, die beide San Miguel Arcángel geweiht sind. Die ältere von beiden wird nicht mehr als Kirche genutzt, sondern dient heute als Kulturzentrum (Centre Miró). Die neuere Kirche stammt aus dem 19. Jahrhundert und wird wegen ihrer Größe auch als „Kathedrale von Baix-Camp“ bezeichnet.

- Centre Miró: das dem Maler Joan Miró gewidmete Centre Miró informiert über die von Miró in Mont-roig del Camp entstandenen Werke. Es befindet sich in der Eglesia Vella, einer ehemaligen Kirche.

- Ermite de la Mare de Deu del la Roca: Einige Kilometer entfernt von Mont-roig liegt die Ermita de la Mare de Deu del la Roca, ein im 13. Jahrhundert erbautes, heute nicht mehr als solches genutztes Kloster, von dem aus sich ein schöner Blick auf Mont-roig del Camp, Mont-roig Bahia und die Küstengemeinden eröffnet.

## Persönlichkeiten
Söhne und Töchter:
- Xavier Florencio (* 1979), Radsportler

Personen mit Beziehung zur Stadt:
- Joan Miró (1893–1983), spanischer Maler und Bildhauer, lebte mehrere Jahre in Mont-roig del Camp, der Heimat seiner Herkunfts-Familie, und schuf dort eine Reihe von Kunstwerken, darunter das Gemälde Der Bauernhof, auf dem er den Hof seiner Eltern abbildete. Das Centre Miró informiert Besucher über sein Leben in Mont-roig del Camp.